# Sahelsångare
Sahelsångare (Spiloptila clamans) är en liten tätting i familjen cistikolor. Den förekommer i ett smalt band strax söder om Sahara i Afrika. Beståndet anses vara livskraftigt.

## Kännetecken

### Utseende
Sahelsångaren är en liten, 9-10 centimeter lång och livlig sångare med lång och starkt avrundad grå- och svartvitspetsad stjärt. Ovansidan är blekt gul- eller rödbrun med svarta strimmor på hjässan och svarta spetsar på handpennor och övre vingtäckare. Den har vidare en blekgul övergump, ett vitt ögonbrynsstreck samt gräddvit undersida. Hanen har också en gråaktig anstrykning över nacken.

### Läte
Sahelsångaren är en mycket ljudlig fågel med ett ljust och insektsliknande "tseeep tseeep" eller mer drillande "trrrrrt trrrrrt" (därav av fågelns engelska namn Cricket Warbler ("syrsesångare"). Varningslätet är ett kortare "zrrt zrrt".

## Utbredning
Fågeln förekommer från Mauretanien och Senegal till Mali, centrala Sudan och norra Etiopien. Den har även konstaterats häcka i Västsahara vid Oued Jenna nära Awsard. Nordliga populationer är flyttfåglar som rör sig söderut under torrperioden och återkommer med regnet.

## Systematik
Fågeln placeras som enda art i släktet Spiloptila och behandlas som monotypisk, det vill säga att den inte delas in i några underarter. DNA-studier visar att den är närmast släkt med akaciasångare (Phyllolais pulchella) samt apalisar i släktet Apalis.

### Familjetillhörighet
Cistikolorna behandlades tidigare som en del av den stora familjen sångare (Sylviidae). Genetiska studier har dock visat att sångarna inte är varandras närmaste släktingar. Istället är de en del av en klad som även omfattar timalior, lärkor, bulbyler, stjärtmesar och svalor. Idag delas därför Sylviidae upp i ett antal familjer, däribland Cisticolidae.

## Levnadssätt
Sahelsångaren lever i törnsnårmarker, framför allt bestående av akacia. Den hittas även ute i ren öken så länge det finns tillräckligt med växtlighet och på trädbevuxen savann, men undviker grässlätter och täta buskage.. Fågeln är rätt social och ses oftast i små grupper med ett halvt dussin fåglar som rastlöst rör sig från en låg buske till en annan. På marken eller på sittplats rör den stjärten upp och ner och från sida till sida medan den yttrar sitt monotona syrseliknande läte som gett upphov till sitt engelska namn Cricket Warbler. Arten lever av insekter som den hittar lågt i törnsnår eller grästuvor. Den har konstaterats häcka i juli i Mali och Mauretanien, året runt i Senegal och från januari till april och igen i augusti i södra Sudan.

## Status och hot
Arten har ett stort utbredningsområde och en stor population med stabil utveckling och tros inte vara utsatt för något substantiellt hot. Utifrån dessa kriterier kategoriserar internationella naturvårdsunionen IUCN arten som livskraftig (LC). Världspopulationen har inte uppskattats men den beskrivs som lokalt vanlig, dock ovanlig i vissa områden.

## Namn
Sahel är ett halvtorrt område direkt söder om Sahara.